# Mecánico

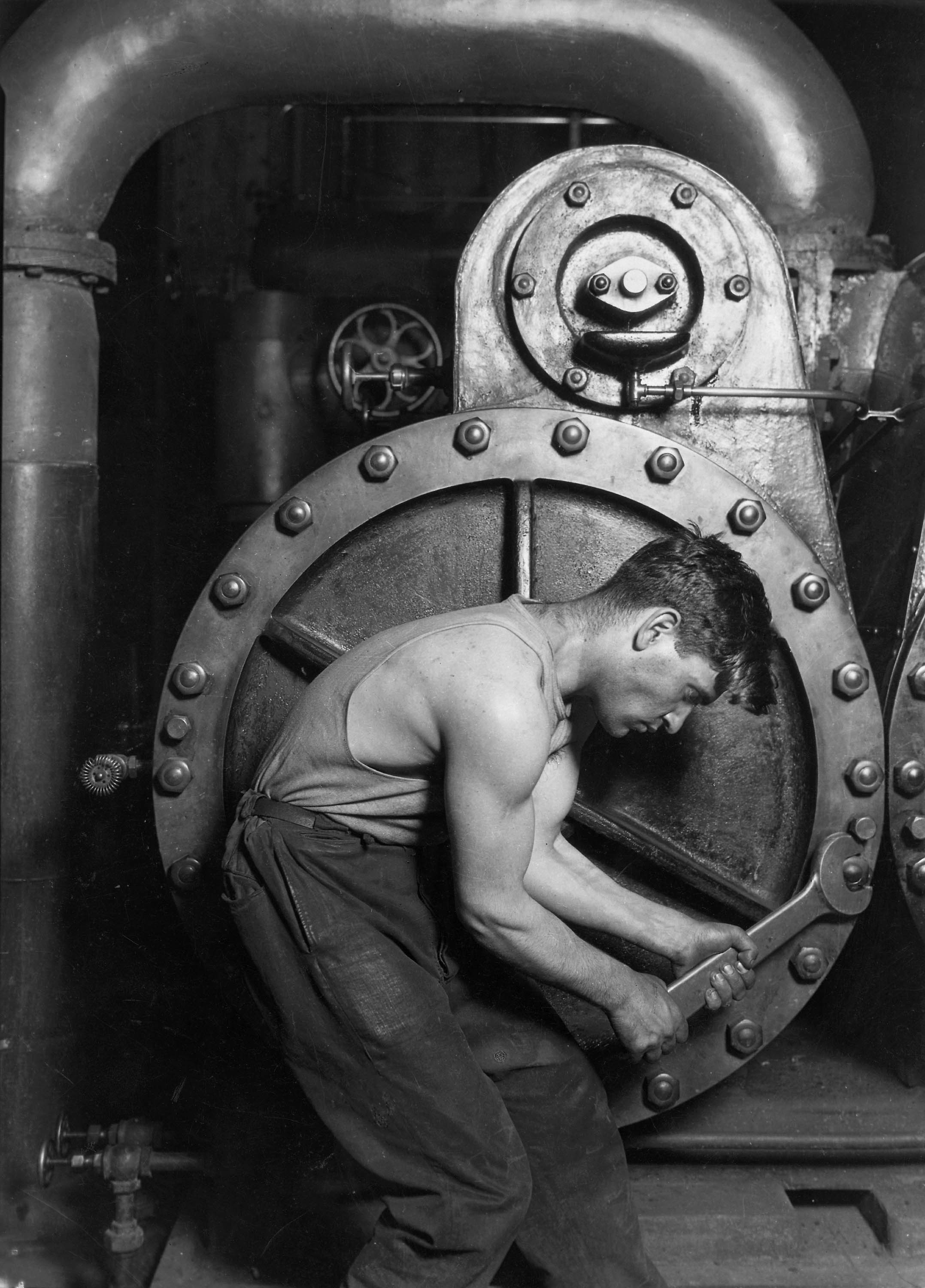
Mecánico mientras coloca una bomba de vapor en una central eléctrica.

Mecánico es la denominación genérica que reciben los profesionales que se ocupan de la construcción, montaje y mantenimiento de los equipos industriales y maquinarias.
Existen mecánicos especializados en desarrollar tareas específicas. En los talleres mecánicos y fábricas de construcción de equipos y maquinaria, los mecánicos se especializan según la máquina y herramienta que manejen, por ejemplo: ajustadores, torneros, fresadores, rectificadores, soldadores, etc. Los mecánicos que se ocupan del montaje de maquinaria se denominan mecánicos montadores, mientras que a los mecánicos que se ocupan del mantenimiento de maquinaria reciben el nombre de: mecánicos de automoción, mecánicos de barcos, mecánicos de trenes, mecánicos de aviones, etc.
La formación de un profesional mecánico se adquiere después de varios años de aprendizaje tanto teórico como práctico. Este aprendizaje se imparte en los institutos de formación profesional. Un profesional mecánico que continúe sus estudios, puede titularse como ingeniero mecánico y puede trabajar en la oficina técnica de proyecto y diseño de maquinaria y equipos industriales.
En sus tareas profesionales los mecánicos manejan distintas herramientas e instrumentos de medición.